# Крайхгау

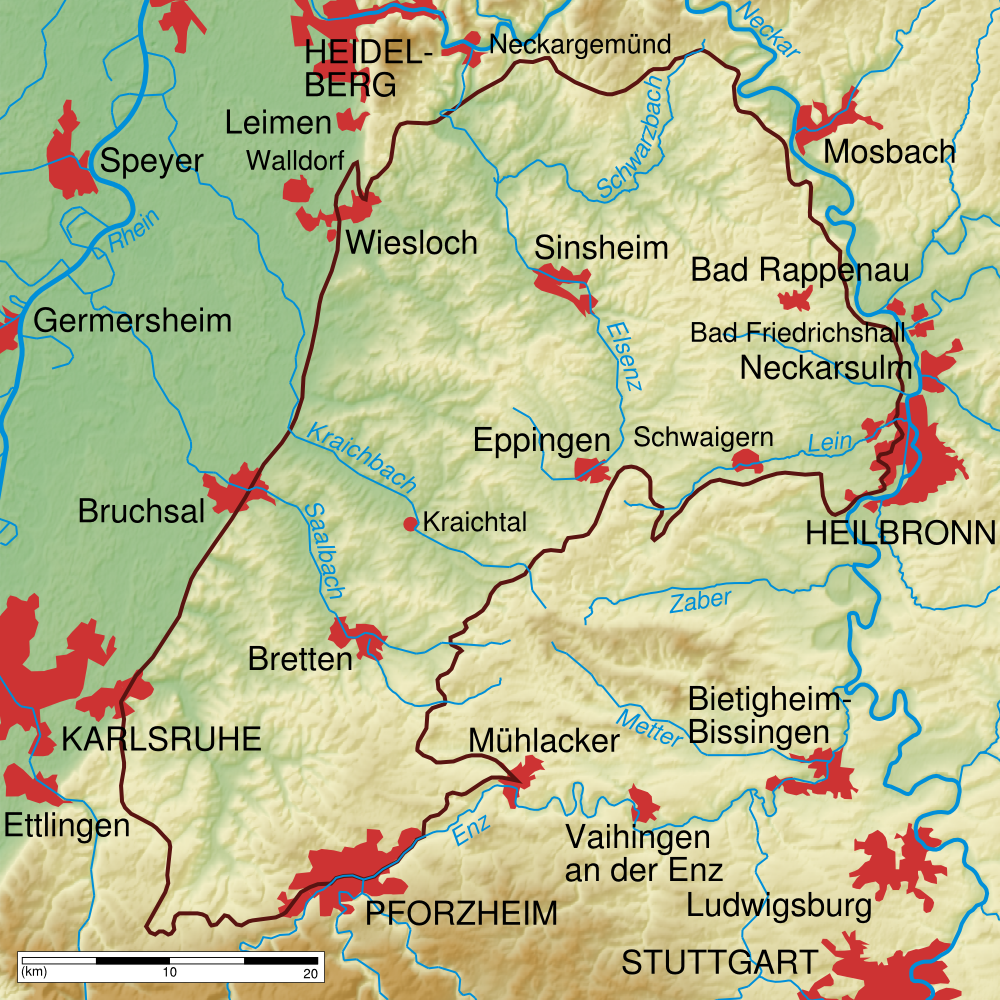
Карта Крайхгау (граница отмечена коричневой линией)

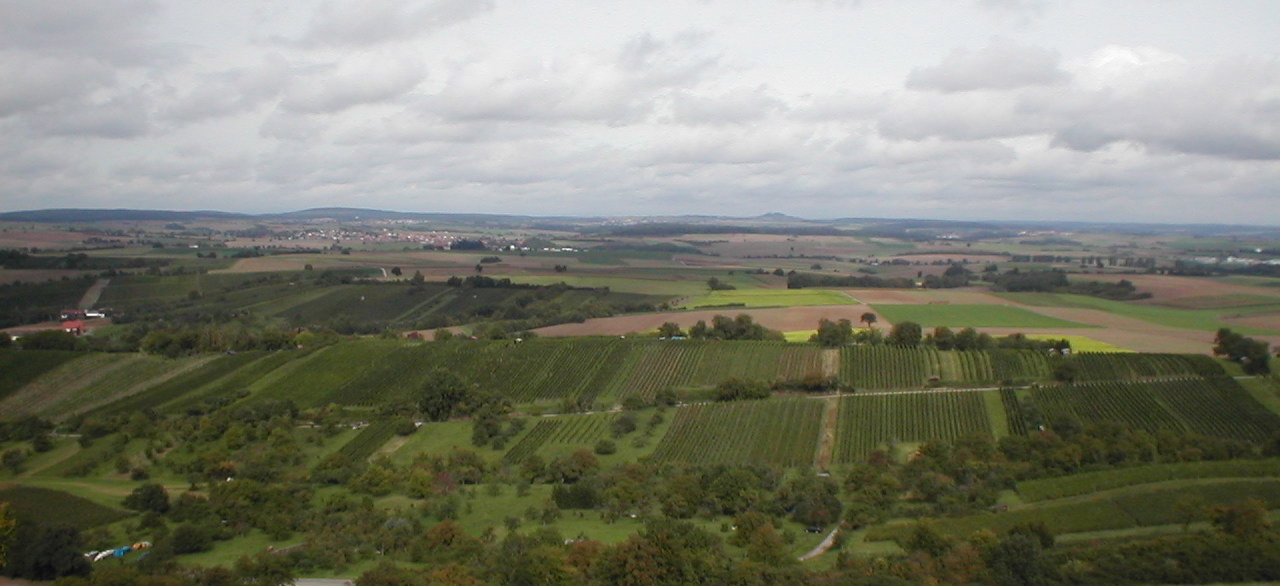
Равенсбург и замок Штейнсберг в Крайхгау

Крайхгау (нем. Kraichgau) — историко-географический регион в юго-западной Германии, на территории земли Баден-Вюртемберг.

## География
Регион Крайхгау — это холмистая местность на северо-западе Баден-Вюртемберга. На север от неё находится регион Оденвальд, южнее — покрытые лесами горы Шварцвальда, на западе — Верхнерейнская равнина. Площадь региона составляет около 1630 км². В северной его части через Крайхгау протекает река Неккар, в южной — река Энц. На территории исторического Крайхгау находятся нынешние округа Карлсруэ, Хейльбронн, Энц, Рейн-Неккар и Неккар-Оденвальд. Крупнейшие город Крайхгау — Зинсхайм, Эппинген, Бад-Раппенау, Бреттен и Брухзаль. Наиболее значительные реки региона — Крайхбах, впадающий в Рейн, и Эльзенц, впадающий в Неккар.

## История
На территории Крайхгау человек расселился ещё в эпоху палеолита. Здесь в 1907 году были найдены останки Homo heidelbergensis, жившего более полумиллиона лет назад. К эпохам неолита и бронзового века она была уже густо заселена, как показывают многочисленные археологические находки. Около 400 года до н. э. здесь проживало кельтское племя гельветов. В I веке до н. э. Крайхгау переходит во власть римлян. Начиная сo 2-й половины III века сюда начинают просачиваться германские племена (алеманны, затем франки). В конце V века Крайхгау входит в состав Франкского королевства.
Крайхгау впервые письменно упоминается как Craichgoia в VIII веке в «Лоршских анналах» и обозначается как франкское графство. Франкские графы Крайхгау владели этой территорией вплоть до конца X века. В Средневековье Крайхгау имел особо высокую плотность проживавших здесь дворянских фамилий (до 109 родов). Себастьян Мюнстер называл Крайхгау в 1550 году «Страной благородных людей». Наиболее влиятельными среди них были семейство фон Равенсбург и графы фон Эберштейн. В XVI столетии многие местные дворянские семейства вступают в Швабский рыцарский округ (Schwäbischer Ritterkreis) в составе рыцарского кантона Крайхгау. Кантон имел своим центром Бад-Вимпфен, а с 1619 года — Хейльбронн. Кантон обладал правами самоуправления вплоть до 1803 года, когда он был, согласно императорскому указу, распущен, а территория его вошла в состав Бадена. Во время Реформации население региона Крайхгау в своей большей части приняло лютеранство.

## Экономика
Основой экономики региона является сельское хозяйство. Благодаря своим плодородным лёссовым почвам Крайхгау является превосходным районом для земледелия. Здесь выращиваются зерновые, картофель, овощные культуры, виноград, сахарная свёкла, а с XIX столетия — и табак.